# Gwendoline Porter
Gwendoline Alice »Gwen« Porter, angleška atletinja, * 25. april 1902, London, Anglija, Združeno kraljestvo, † 29. avgust 1993.
Nastopila je na olimpijskih igrah leta 1932 ter osvojila bronasto medaljo v štafeti 4x100 m, v teku na 100 m je izpadla v prvem krogu. 20. avgusta 1922 je z britansko štafeto postavila svetovni rekord v štafeti 4 x 100 m s časom 51,4 s, veljal je štiri leta.